# Schloßberg (Lachen-Speyerdorfer Wald)
Der Schloßberg ist ein 343,2 m ü. NHN hoher Berg im Mittleren Pfälzerwald, einem Teil des Pfälzerwaldes. Der Berg liegt im Lachen-Speyersdorfer Wald auf der Gemarkung der Stadt Neustadt an der Weinstraße. Die Entfernung zum Ort Erfenstein im Speyerbachtal beträgt nur 200 Meter. Es handelt sich um einen nördlichen Vorgipfel des Hohen Kopfes im Lachen-Speyerdorfer Wald. Der Berg ist vollständig bewaldet. Am Nordhang befindet sich die Burg Spangenberg. Der Burgfelsen Spangenberg ist als Naturdenkmal ND-7316-205 im Gemeindegebiet von Neustadt an der Weinstraße ausgewiesen.

## Geographie

### Lage
Als Vorberg des Hohen Kopfes bildet der Berg die nördlichste Erhebung eines Gebirgszuges, der vom Hohen Kopf im Nordwesten über den Kropfsberg bis zur Oberscheid im Südosten zwischen den Tälern des Höllischtalbächleins im Norden und dem Argenbach im Süden verläuft. Im Norden fällt dieser relativ steil in das Speyerbachtal ab. Im Südosten ist dieser durch die Gebirgspässe am Totenkopf und Hüttenhohl, im Nordosten am Hellerplatz begrenzt.

### Naturräumliche Zuordnung
Der Schloßberg gehört zum Naturraum Pfälzerwald, der in der Systematik des von Emil Meynen und Josef Schmithüsen herausgegebenen Handbuches der naturräumlichen Gliederung Deutschlands und seinen Nachfolgepublikationen als Großregion 3. Ordnung klassifiziert wird. Betrachtet man die Binnengliederung des Naturraums, so gehört sie zum Mittleren Pfälzerwald.
Zusammenfassend folgt die naturräumliche Zuordnung der Platte damit folgender Systematik:
1. Großregion 1. Ordnung: Schichtstufenland beiderseits des Oberrheingrabens
2. Großregion 2. Ordnung: Pfälzisch-Saarländisches Schichtstufenland
3. Großregion 3. Ordnung: Pfälzerwald
4. Region 4. Ordnung (Haupteinheit): Mittlerer Pfälzerwald

## Zugang und Wandern
Der Gipfel des Berges ist nicht über Wanderwege erreichbar. Hauptziel am Berg ist die Burg Spangenberg mit einer Burgschänke. Von dort führt ein markierter  Wanderweg des Pfälzerwaldvereins über den Berg, dann weiter über den Hohen Kopf und Kropfsberg bis zum Totenkopf. Über den Berg führen zudem die Nordroute des Pfälzer Jakobswegs sowie die lokalen Rundwanderwege Pfälzer Hüttensteig und Drei Burgenweg. Letzterer führt über die Burg Spangenberg auch zu den Burgen Erfenstein und Breitenstein.